# Hans Faber (Jurist)
Hans Faber (* 15. Oktober 1910 in Stuttgart; † 28. November 2004) war ein deutscher Jurist und Funktionär des Deutschen Alpenvereins (DAV).

## Leben
Nach dem Abitur studierte Hans Faber in Tübingen und Berlin Rechtswissenschaften. Seit dem Sommersemester 1929 war er Mitglied der Burschenschaft Germania Tübingen. Er promovierte 1935 an der Universität Tübingen zum Dr. jur. Das Thema seiner Dissertation lautete Haftet der Staat für Amtspflichtverletzungen der württembergischen öffentlichen Notare? Am 24. Mai 1937 beantragte er die Aufnahme in die NSDAP und wurde rückwirkend zum 1. Mai desselben Jahres aufgenommen (Mitgliedsnummer 4.809.775). Im Jahre 1957 wurde er zum Oberlandesgerichtsrat in Stuttgart ernannt. Faber wechselte 1965 als Richter an das Bundespatentgericht nach München, an dem er 1968 zum Senatspräsidenten ernannt wurde.
Er war Mitgründer des Deutschen Richterbundes. 
In seiner Freizeit interessierte sich Hans Faber für das Klettern und Bergsteigen, zunächst auf der Schwäbischen Alb, später auch in den Alpen. 1931 wurde er Mitglied der Sektion Schwaben des Deutschen und Österreichischen Alpenvereins (DuOeAV).
Nach dem Zweiten Weltkrieg wirkte er ab 1948 im Beirat der Beratungsstelle und wurde einer der „Zwölf Apostel“, die 1950 die Neugründung des Deutschen Alpenvereins vorbereiteten. Von 1951 bis 1957 war er Mitglied des DAV-Hauptausschusses. Ab 1961 bis 1964 war er Dritter Vorsitzender, und von 1965 bis 1970 Zweiter Vorsitzender des DAV. Seit 1965 war gleichzeitig Vorsitzender des Verwaltungsausschusses des DAV, bis er 1970 mit 60 Jahren dieses Amt niederlegte.

## Schriften (Auswahl)
- Haftet der Staat für Amtspflichtverletzungen der württembergischen öffentlichen Notare? Risse-Verlag, Dresden 1935.

## Ehrungen
- Ehrenmitglied des Deutschen Richterbundes
- Ehrenmitglied der Sektion Schwaben des DAV